# Жан-Жустен Марі Бомбоко
Жан-Жустен Марі Бомбоко Локумба іс'Еленж (фр. Justin Marie Bomboko Lokumba Is’Elenge; 22 вересня 1928 — 10 квітня 2014) — конголезький державний діяч, голова Колегії державних комісарів (1960—1961), міністр закордонних справ країни (1960—1963, 1965—1969 та 1981).

## Життєпис
1960 закінчив Брюссельський вільний університет. Став першим уродженцем Бельгійського Конго, хто закінчив цей навчальний заклад.
У січні того ж року заснував Союз Монго (UNIMO) та був обраний до парламенту. Був одним з найближчих сподвижників Патріса Лумумби. Брав участь у підписанні акта, що визнавав незалежність Республіки Конго.
У 1960–1961 роках очолював уряд, сформований після першого перевороту, інспірованого президентом Касавубу за активної участі Мобуту. З 1960 до 1963 та з 1965 до 1969 року обіймав посаду міністра закордонних справ. У 1963–1964 роках був міністром юстиції, а у жовтні 1963, після оголошення надзвичайного стану в Леопольдвілі, був призначений на пост заступника генерального комісара столиці.
1965 року став однією з головних дійових осіб в організації державного перевороту, що привів до влади Мобуту Сесе Секо. 1967, спільно з останнім і низкою інших відомих політиків, заснував партію Народний революційний рух. У 1967–1970 роках входив до складу політбюро тієї партії. Також був членом Союзу за демократію та соціальний прогрес.
У вересні 1968 року брав активну участь в акції з убивства П'єра Мулеле, який перед стратою був заарештований у його будинку.
1969 року отримав посаду посла у США. На початку 1970-х років був заарештований разом з низкою інших високопосадовців за звинуваченням у загрозі національній безпеці й підготовці замаху на Мобуту; був звільнений у вересні 1972 року. 1977 був реабілітований, отримав пост політичного комісара Народного революційного руху та став членом політбюро. 1981 був призначений на посаду заступника прем'єр-міністра, виконував обов'язки міністра закордонних справ. 1982 року був відряджений до Брюсселя як посол Заїру.
Брав активну участь у роботі Верховної національної конференції (1992), після чого був обраний до складу перехідного парламенту. Коли війська Лорана-Дезіре Кабіли зайняли Кіншасу, переховувався на території посольства Бельгії.
2002 року як «піонер незалежності» країни брав участь у міжконголезькому діалозі в Сан-Сіті, після чого пішов з політичного життя.